# Jorge Volpi

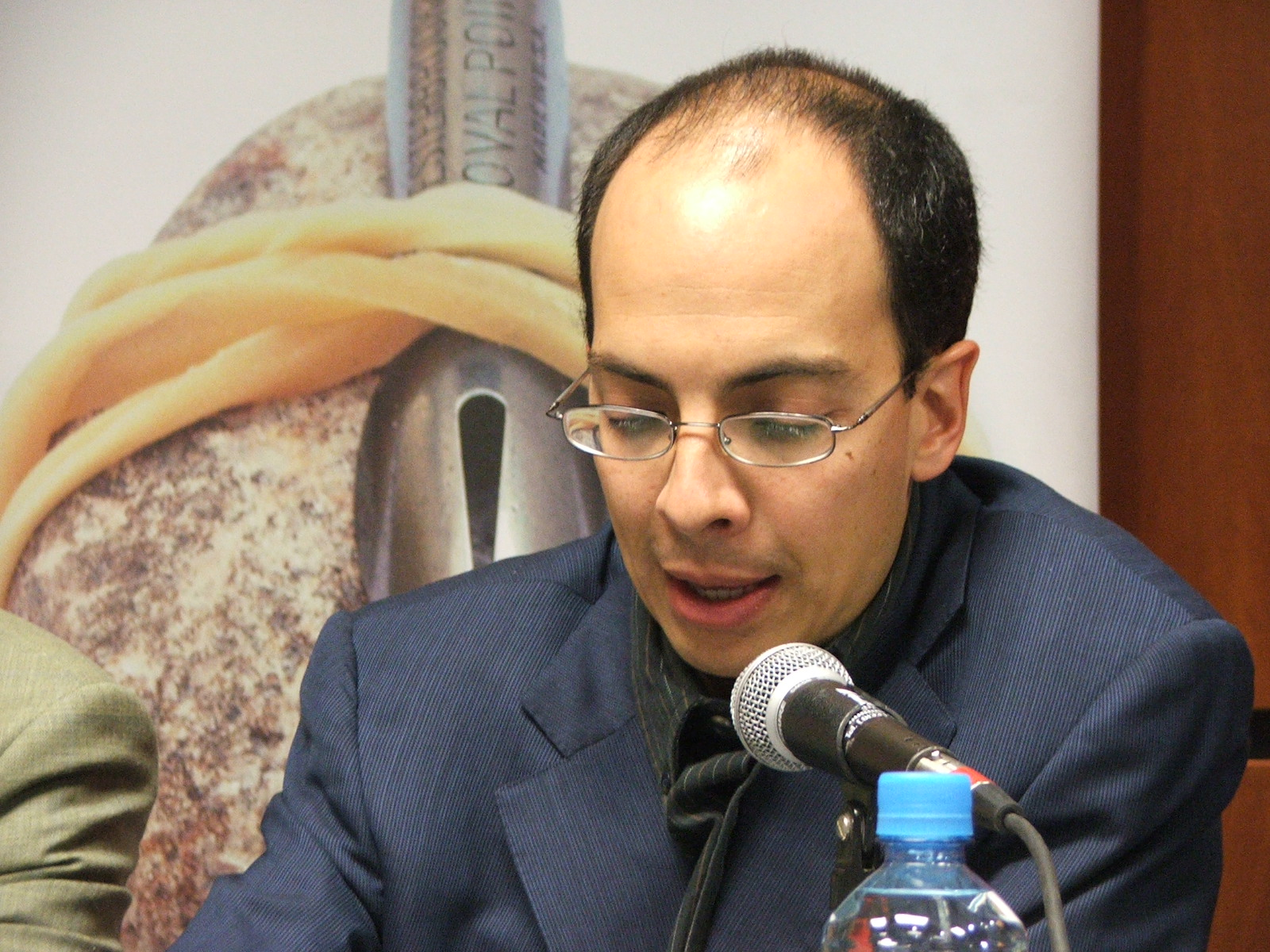
Jorge Volpi (2005)

Jorge Volpi (ur. 10 lipca 1968 w Meksyku) – meksykański pisarz, dziennikarz i eseista.
Studiował prawo i literaturę na UNAM, uczęszczał również na Uniwersytet w Salamance. Pracował jako prawnik. Debiutował na początku lat 90. Pierwszą powieść wydał w 1993, pisze również opowiadania. Należy do grupy literackiej Generación del crack. Współpracuje z meksykańskimi tygodnikami, publikował w El País. Pracuje jako wykładowca uniwersytecki i jest dyrektorem Canal 22, kanału kulturalnego meksykańskiego telewizji publicznej.
Akcja najbardziej znanej jego powieści, przetłumaczonej również na polski, czyli Na tropie Klingsora rozgrywa się tuż po zakończeniu II wojny światowej. Jej bohaterami są naukowcy, głównie niemieccy, ale również alianccy, pracujący nad budową bomby atomowej. Tytułowy Klingsor (nawiązanie do postaci z opery Parsifal Wagnera) to wybitny naukowiec, rzekomo mający w imieniu Hitlera decydować o ważności programów badawczych w III Rzeszy. Alianckie wywiady próbują ustalić jego tożsamość, a wśród podejrzanych znajdują się m.in. nobliści: Johannes Stark i Werner Heisenberg.

## Wybrana twórczość
- A pesar del oscuro silencio (1993)
- La paz de los sepulcros (1995)
- El temperamento melancólico (1996)
- Na tropie Klingsora (En busca de Klingsor 1999)
- El fin de la locura (2003)
- No será la tierra(2006)